# Yodotirosina desyodinasa
La yodotirosina desyodinasa, conocida también como iodotirosina deshalogenasa 1 (DEHAL 1) es una enzima oxidorreductasa que en humanos se encuentra codificada por el gen IYD. Contribuye al reciclaje de ioduro removiéndolo de las tirosinas iodadas, luego de que estas aparecen como producto de la degradación de la estructura de doble residuo de tirosina de las hormonas tiroideas.
A diferencia de otras desyodinasas (las yodotironina desyodinasas), que remueven ioduro únicamente de las hormonas tiroideas mientras estas se encuentran aún formando una estructura de doble residuo de tirosina, las iodotirosina desyodinasas remueven ioduro de las tirosinas iodadas que se encuentran como un único residuo aminoacídico. Además, a diferencia de las yodotironina desyodinasas, la tirosina desyodinasa no utiliza selenio en su sitio activo.

## Función
La yodotirosina desyodinasa facilita el ahorro de ioduro en la glándula tiroides, catalizando la desyodización de la monoyodotirosina y diyodotirosina, las cuales son productos secundarios de la síntesis de hormonas tiroideas.

## Importancia clínica
Las mutaciones en el gen IYD se encuentran asociadas con hipotiroidismo.